# Liste de jeux MSX
La liste de jeux MSX répertorie les jeux vidéo commercialisés sur l'ordinateur personnel MSX. L'article distingue les quatre générations de machines : MSX, MSX2, MSX2+ et MSX turbo R.

## MSX1
- Haut – A
- B
- C
- D
- E
- F
- G
- H
- I
- J
- K
- L
- M
- N
- O
- P
- Q
- R
- S
- T
- U
- V
- W
- X
- Y
- Z

### 0-9
- 1942
- 3D Knockout
- 3D Tennis

### A
- Adventure Island
- After Burner
- After the War
- Ale Hop
- Alien 8
- Aliens
- Alpha Blaster
- Animal Wars
- Antarctic Adventure
- Arkanoid
- Army Moves
- Artic Moves
- Astro Marine Corps
- Athletic Land
- Auf Wiedersehen Monty
- Avenger

### B
- Bandit
- Bank Panic
- Barbarian
- Barbarian II: The Dungeon of Drax
- Batman (1986)
- Batman (1989)
- Beamrider
- Blagger
- Blow Up!
- BMX Simulator
- Boulder Dash
- Bomberman
- Bruce Lee
- Bubble Bobble
- Budokan: The Martial Spirit
- Buck Rogers
- Burgertime

### C
- California Games
- Cat Adventure
- Camelot
- The Castle
- The Castle Excellent
- Chack'n Pop
- Champion Boxing
- Choplifter
- ChoroQ
- Chuckie Egg
- Circus Charlie
- Colossal Adventure[1]
- Congo Bongo
- Comic Bakery
- Cosa Nostra
- Cosmic Soldier
- Courageous Perseus
- Crazy Cars

### D
- Daiva Story IV
- Dam Busters
- Death Valley Gold Rush
- Decathlon 1984
- Demonia
- Dig Dug
- Double Dragon
- Double Dragon II: The Revenge
- Dragon Quest
- Dragon Slayer
- Dragon Slayer II: Xanadu
- Dragon Slayer Jr: Romancia
- Dragon Slayer IV: Drasle Family
- Dungeon Adventure
- Dustin

### E
- Earth Fighter Rayieza, The
- Eggerland Mystery
- Eggerland 2
- Eldion
- Elevator Action
- Elite
- Exoide-Z

### F
- F1 Spirit
- Fantasy Zone
- Feud
- Final Zone Wolf
- Flappy
- Flicky
- Flight Deck 1
- Flight Deck 2
- Flight Path 737
- The Flintstones
- Frogger
- Fruity Frank
- Funky Mouse

### G
- Galaga
- Galaxian
- Gall Force: Defence of Chaos
- Game Over
- Game Over II
- Ganbare Goemon! Karakuri Dōchū
- Gauntlet
- Ghostbusters
- Goonies, The
- Golf
- Gremlins 2: The New Batch
- Guardic
- Gunfright
- Gun.Smoke

### H
- Hang-On
- Head over Heels
- H.E.R.O.
- Hole in One
- Hopper
- Hunchback
- Hunt for Red October, The
- Hydlide
- Hydlide II: Shine of Darkness
- Hydlide 3: The Space Memories
- Hyper Rally
- Hyper Shot
- Hyper Sports
- Hyper Sports II
- Hyper Sports III
- Hyper Viper

### I
- Iga Ninpou Chou Mangetsujou no Tatakai
- Iga Ninpou Chou
- Iligks Episode I - Theseus
- Iligks episode IV
- Indiana Jones and the Last Crusade
- Indiana Jones and the Temple of Doom
- International Karate

### J
- Jack the Nipper 1 and 2
- Jagur
- Jet Set Willy
- Jet Set Willy 2
- Jiko Chūshinha
- Jump Jet

### K
- King and Balloon
- King's Knight
- King's Valley
- King's Valley II
- Knight Lore
- Knightmare
- Knightmare III: Shalom
- Konami's Boxing
- Konami's Ping Pong
- Konami's Soccer
- Konami's Tennis

### L
- La Abadía del crimen
- La Herancia
- Lazy Jones
- Legend of Kagen, The
- Le Mans
- Le Mans Grand Prix
- Lode Runner
- Lode Runner II
- Lot Lot

### M
- Macadam Bumper
- Mad Mix
- Mandragore
- Mappy
- Master of the Lamps
- Masters of the Universe
- Magical Tree
- Magical Kid Wiz
- Manic Miner
- Martianoids
- Mayhem
- Maze of Galious, The
- Monkey Academy
- Moonwalker: The Computer Game
- Moon Patrol
- Mopiranger
- Mouser
- Mr. Do!
- Mr. Do! vs Unicorns
- Mr. Do's Wildride
- Mutant Monty
- Mystical

### N
- Navy Moves
- Nemesis
- Nemesis 2
- Nemesis 3: The Eve of Destruction
- Nightshade
- North Sea Helicopter

### O
- Oh S!#T
- Out Run

### P
- Parodius
- Pastfinder
- Penguin Adventure
- Penguin's Egg
- Pentagram
- Pippols
- Pitfall 2
- Pooyan
- Portopia Serial Murder Case, The
- Predator
- Predator: Soon the Hunt Will Begin

### Q
- Q*bert

### R
- Real Tennis
- River Raid
- Return to Eden
- Road Fighter
- RoboCop
- Romancia (Dragon Slayer Jr.)

### S
- Satan
- Salamander
- Scramble Spirits
- Secret Treasure of Moai
- Shark Hunter
- Simulador Pro Tennis
- Sky Jaguar
- Slap Shot
- Snake It!
- Snowman, The
- Sorcery
- Spirits
- Starquake
- Star Force
- Star Soldier
- Star Wars
- Stormbringer
- Stone of Wisdom, The
- Super Bowl
- Super Cobra
- Super Laydock
- Super Tennis
- Survivor

### T
- Tawara
- The fer
- The Heist
- Time Pilot
- Tomboy Becky
- Topple Zip
- Track and Field
- Track and Field 2
- Tujad
- TwinBee

### U
- Ultra Chess

### V
- Vampire
- Vaxol
- Venon Strikes Back

### W
- Warroid
- Who dares wins
- Worm in Paradise, The

### X
- Xanadu
- Xyzolog

### Y
- Yami no ryu ou Hades no monshou
- Yie Ar Kung-Fu
- Yie-Ar Kung Fu II
- Yōkai Yashiki
- Young Sherlock: The Legacy of Doyle

### Z
- Zanac
- Zaxxon

## MSX2
- 1942
- Akin
- Aleste
- Aleste 2
- Aleste Gaiden
- Andorogynus
- ARC
- Arkanoid II
- Ash Guine
- Ash Guine Story II
- Ash Guine 3
- Balance of Power
- Blade Lords
- Bubble Bobble
- Burai: Hachigyoku no yūshi densetsu
- Columns
- Contra
- Crimson
- Daiva Story 4
- Deep Forest
- Dix
- Dragon Slayer IV: Drasle Family
- Dragon Slayer Jr: Romancia
- Dragon Slayer: The Legend of Heroes
- Eggerland II
- Famicle Parodic
- Famicle Parodic 2
- Fantasy Zone II: The Tears of Opa Opa
- Feedback
- Final Fantasy
- Firehawk: Thexder the Second Contact
- Frantic
- Fray: In Magical Adventure
- Ganbare Goemon
- Gorby's Big Pipeline Operation
- Great Gianna Sisters, The
- Great Strategy II
- HardBall!
- Heroes of the Lance
- High School! Kimengumi
- Hino Tori
- Hydefos
- Hydlide
- Hydlide II: Shine of Darkness
- Hydlide 3: The Space Memories
- King Kong 2: Yomigaeru Densetsu
- Ikari
- Jiko Chūshinha
- Jiko Chūshinha 2
- L'Affaire...
- Inspector Z
- Lenam: Sword of Legend
- Magnar
- Master of Monsters
- Match Maniac
- Metal Gear
- Metal Gear 2: Solid Snake
- Might and Magic: The Secret of the Inner Sanctum
- Might and Magic II: Gates to Another World
- Mon Mon Monster
- Mr. Ghost
- Nemesis 3: The Eve of Destruction
- NOSH
- Nyancle Racing
- Pac-Mania
- Penguin Wars II
- Pennant Race II
- Pixess
- Princess Maker
- Psy-O-Blade
- Psychic War : Cosmic Soldier 2
- Psycho World
- Pumpkin Adventure III 'The hunt for the unknown'
- Puyo Puyo
- Quarth
- R-Type
- RAD-X 8
- Replican
- Rastan Saga
- Royal Blood
- Rune Worth
- RuneMaster
- RuneMaster II
- RuneMaster: War among Three Empires
- Sa-Zi-Ri
- SD Snatcher
- The Shrines of Enigma
- SD Snatcher (en)
- Sorcerian : Dragon Slayer V
- Space Manbow
- Super Cooks
- Teacher's Terror
- Tetris
- Trojka
- Undeadline
- The Treasure of Usas
- Valis II
- Vampire Killer
- Xak: The Art of Visual Stage
- Xak II: The Rising of the Red Moon
- Xak: The Tower of Gazzel
- Xevious Fardraut Saga
- Ys I: Ancient Ys Vanished
- Ys II
- Ys III: Wanderers from Ys
- ZOO

## MSX2+
- F-1 Spirit 3D Special
- Laydock 2: Last Attack
- Master of Monsters
- Starship Rendezvous

## MSX turbo R
- Clopy
- Fray: In Magical Adventure
- Illusion City
- Ranma 1/2
- Seed of Dragon